# スティーヴィー・レイ・ヴォーン

サイン

スティーヴィー・レイ・ヴォーン（英語: Stevie Ray Vaughan、本名：スティーヴン・レイ・ヴォーン（英語: Stephen Ray Vaughan）1954年10月3日 - 1990年8月27日）は、アメリカ合衆国のギタリスト、作曲家、歌手。アルバート・キング、エルモア・ジェームス、オーティス・ラッシュらの強い影響を受けている。同郷のジョニー・ウィンターの後継者的存在。兄は元ファビュラス・サンダーバーズのジミー・ヴォーン。
「ローリング・ストーンの選ぶ歴史上最も偉大な100人のギタリスト」において2003年は第7位、2011年の改訂版では第12位。

## 来歴
1954年10月3日、テキサス州ダラスに生まれる。
音楽家の道を志してダラスからオースティンに向かい、そこでジョニー・ウィンターの目にとまる。その後、「ポール・レイ・アンド・ザ・コブラス」というバンドで活動を開始し、1970年代中盤までにシングルを3枚（2枚は「コブラス」名義）発売した。
1975年、「トリプル・スレット・レヴュー」を結成。結成時のメンバーは、その後兄ジミー・ヴォーンと来日もするルー・アン・バートン（ヴォーカル）、W.C.クラーク（ベース）、マイク・キンドレッド（キーボード）らであった。ちなみにクラークとキンドレッドは、後にスティーヴィーの持ち歌として知られるようになる"Cold Shot"の作者である。このバンドの2代目ドラマーとして加入したのがクリス・レイトンであった。1978年、バートンがバンドから脱退。残されたメンバー、スティーヴィー、クリス、ジャッキー・ニューハウス（ベース）は「ダブル・トラブル」と名乗り活動を続行する。スティーヴィーがリード・シンガーも兼任するようになったのはこの時からである。ちなみにバンド名はオーティス・ラッシュの曲から採られている。
1981年、ベーシストが元ジョニー・ウィンター・バンドのトミー・シャノンに交替。1982年、モントルー・ジャズ・フェスティバルに出演。演奏を見ていたデヴィッド・ボウイ、ジャクソン・ブラウンに声をかけられる。この時の出会いが、後に彼が成功していくきっかけとなった。82年までは地元テキサスと南部のローカル・ミュージシャンだった。
1983年、デヴィッド・ボウイのアルバム「レッツ・ダンス」に参加し、創造的なギター・プレイを披露した。同曲の大ヒットにより、知名度が徐々に全米規模に拡大していった。
同年、ジャクソン・ブラウンのスタジオで録音した「スティーヴィー・レイ・ヴォーン&ダブル・トラブル」名義で最初のアルバム「Texas Flood（ブルースの洪水）」を発表。50万枚を売り上げてゴールド・ディスクを獲得。1984年、2作目「Couldn't Stand the Weather」（ゴールド・ディスクを獲得）を発表。

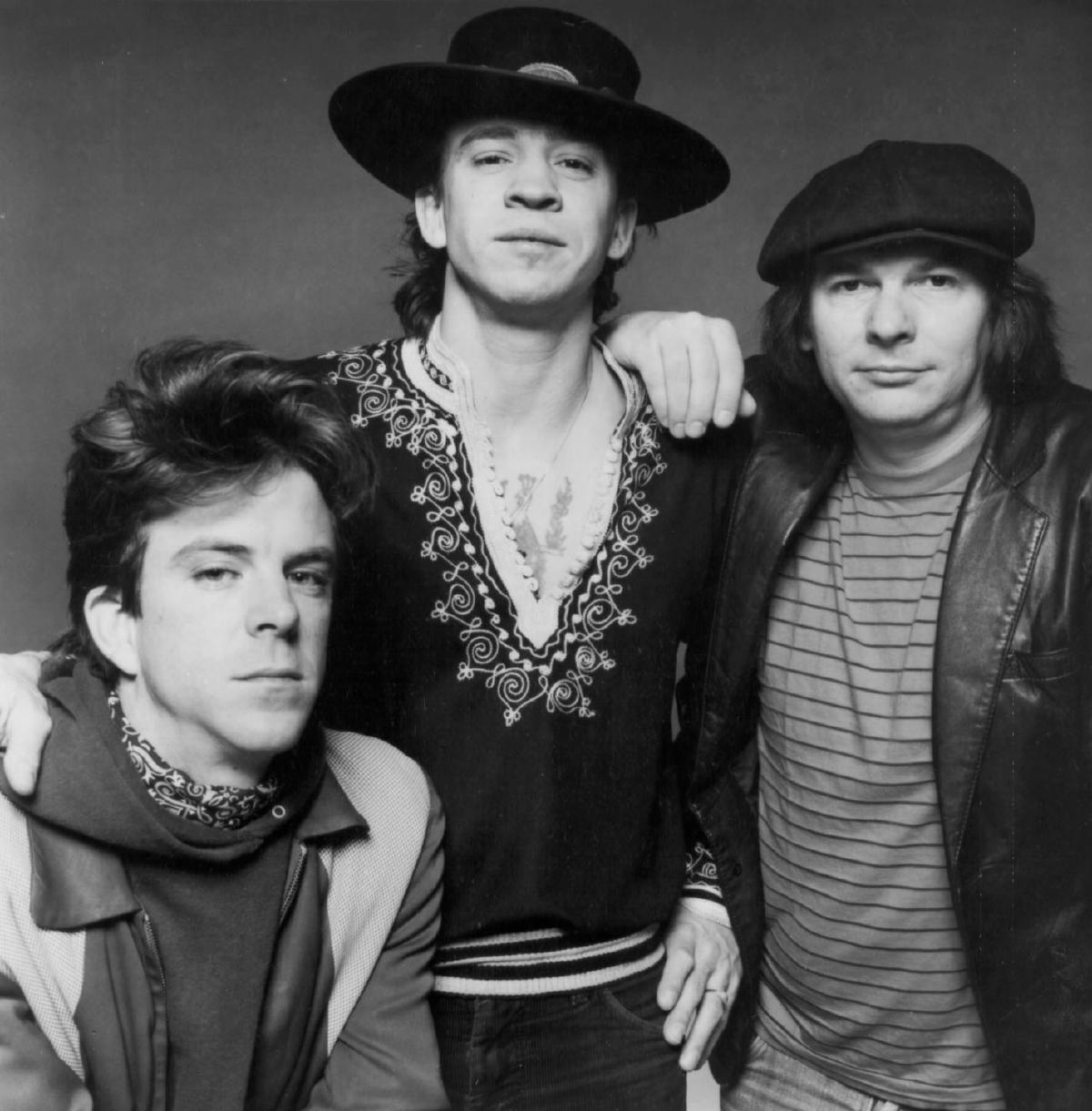
1983年のダブルトラブル。左から：クリス・レイトン、ヴォーン、トミー・シャノン

1985年、1月に来日。来日公演では発表を間近に控えていた「Soul to Soul」から"Say What!"も演奏される。同年、キーボードにリース・ワイナンズが加入。3作目「Soul to Soul」（ゴールド・ディスクを獲得）を発表。
この後、麻薬中毒とアルコール中毒になり入院。麻薬中毒の治療は、ジョージア州アトランタで行われた。
1989年、4作目「In Step」を発表。グラミー賞（Best Contemporary Blues Recording）を獲得。同年、ジェフ・ベックとともに全米ツアーを行った。
1990年、8月26日、ウィスコンシン州イースト・トロイのアルパイン・ヴァレイ・ミュージック・シアターで行われたブルース・フェスティバルに出演。エリック・クラプトン、バディ・ガイ、ロバート・クレイ、ジミー・ヴォーンらと共演。終了後、シカゴ行きのヘリコプターに乗り込むが、8月27日未明にアルパイン・ヴァレイ・リゾートにあるスキー場のゲレンデに濃霧で視界を失ったヘリコプターが墜落、エリック・クラプトンのボディガードを含む乗員全員と共に死去。
事故の4日後、葬儀はダラスのオーク・クリフ地区で行われた。参列者は1,500人を超え、会場となったチャペルの外には更に3,000人が集まるという盛大なものとなった。参列者の中にはジャクソン・ブラウン、ドクター・ジョン、バディ・ガイ、ボニー・レイット、スティーヴィー・ワンダーらの姿があった。

## 没後
1990年、実兄のジミー・ヴォーンとともに録音していた音源が「Family Style」というタイトルで発表される。名義は「ヴォーン・ブラザーズ」である。また1991年には未発表音源が「The Sky is Crying」というタイトルで発表される。ブルース志向のジミー・ヴォーンは、スティーヴィー・レイの曲がヘヴィ・メタルのミュージシャンにカバーされることに、強い不快感を示していた。
1991年、テキサス州知事は彼の誕生日である10月3日を「スティーヴィー・レイ・ヴォーン・デイ」に制定。毎年この日はオートバイのイベントとチャリティ・コンサートが開催され、収益金は「スティーヴィー・レイ・ヴォーン奨学金」の資金となっている。「スティーヴィー・レイ・ヴォーン奨学金」は音楽を専門的に学ぶ若者を支援する奨学金で、スティーヴィーの故郷オーク・クリフにあるグレイナー・ミドル・スクールの8年生に支給されている。
1992年、フェンダー社はスティーヴィーの愛器であった「ナンバー・ワン」をモデルとしたシグネイチャーモデルのストラトキャスターを発売。フェンダー社の定番商品となり、現在でも生産され続けている。
1994年、オースティン市はスティーヴィーのコンサートが数多く行われた市内のリゾート地「タウン・レイク」にスティーヴィーの銅像を設置した。
1997年、カーネギー・ホール出演時（1984年10月4日）のライヴ音源が「Live At Carnegie Hall」として発表される。ドクター・ジョンや、兄ジミー・ヴォーンがゲスト参加。
2015年、「スティーヴィー・レイ・ヴォーン&ダブル・トラブル」としてロックの殿堂入りを果たし、4月18日の授賞式ではジョン・メイヤーがプレゼンターを務めた。
スティーヴィーは現在、故郷ダラスのローレル・ランド・メモリアル・パークに眠っている。

## 機材

### ギター
スティーヴィーは主にフェンダー・ストラトキャスターを愛用した。

#### ナンバー・ワン
最も有名なストラトキャスター「ナンバー・ワン」は、彼がそれまで使用していた黒いストラトキャスターの修理を頼みにオースティンのレイズ・ミュージック・エクスチェンジを訪れたところ、壁に展示されていた中古のストラトキャスターに一目惚れして、交換して入手したものである。元々はクリストファー・クロスがこの店に下取りに出していた個体であるという。彼が入手した当時の仕様は1963年製のアルダー・ボディ、ネックは1962年12月製のDサイズでローズウッド指板のラウンド貼り、ピックアップは1959年製、ピックガードは白であった。
その後、ピックガードはホログラムステッカーを切り出した"SRV"のロゴが貼られた黒いピックガードに交換され、最終的にはSRVのロゴを溝状に刻んだ、後にシグネイチャーモデルとして発売される物と同じ書体のロゴが奢られたピックガードに交換された。フレットは彼が「ベースフレット」と呼んでいたジム・ダンロップ社のいわゆるジャンボフレットである6100番に打ち替えられた。トレモロユニットも左利き用のものへと換装された。ペグはオリジナルのクルーソン社製から、金メッキが施されたSharller（シャーラー）製のロトマチックペグで、パール柄の樹脂製のペグボタンのタイプに交換されていた。
当初のネックはフレット打ち替えの際に指板を削正（弦の張力や湿度変化などで歪んだ指板面を削って整形すること）出来る限界に達した為、1989年に同じくSRV所有であったストラトキャスター（通称「スコッチ」）のものに交換されている。更に1990年にコンサート会場で機材が落下する事故が発生し、「スコッチ」から移植されたネックも折損した。そこで当時のSRVのギター・テクニシャンであったレネ・マルティネスがフェンダー社のカスタムショップに1963年仕様のストラトキャスターのネックの新作を依頼し、SRVがこのギターを入手して以降では3本目のネックとして「ナンバー・ワン」のボディに取り付けられた。
スティーヴィーの没後、このギターが彼の棺に納められたという情報が一時流れたが、まったくのデマである。

#### レニー
彼の遺したギターは1980年代のシャーベル社（Charvel）製のメイプル指板のネックが付けられたストラトキャスター"レニー"が、2004年にクリスティーズのオークションで落札された以外は全て兄のジミー・ヴォーンが所有、管理している。"レニー"はこのギターをプレゼントしたという当時の妻の名前で、ボディがウォルナットブラウンに塗り替えられ、ブリッジ後部に旧いマンドリンから外したピックガードを埋め込んでいる個体。当時シャーベル社（Charvel）に在籍していた現フェンダー・カスタム・ショップのマーケティング・マネージャーであるマイク・エルドレッド（Mike Eldred）がビリー・ギボンズ（ZZ Top）のオーダーで製作したものをスティーヴィーが譲り受け「レニー」に取り付けられた。トレモロユニットはオリジナルの物からマイティマイト社製の物に交換されている。

#### その他
この他、ストラトキャスターでは、イエローホワイトのボディに、当時のギターテクニシャンであるルネ・マルティネス（スティーヴィーの没後はカルロス・サンタナやジョン・メイヤー等を担当している）が製作した赤いマーブル模様のピックガードを取り付けた"スコッチ"、黒の上から赤をオーバースプレーされたオリジナルのボディを持ち、何度と無くネックを交換されていた"レッド"、さらに元ヴァニラ・ファッジのヴィンス・マーテルから贈られたという"イエロー"を所有していた。"イエロー"は、元々ハムバッカーを四つ強引に取り付ける改造がなされており、後にピックガードごと新しく作りかえられているが、ピックアップがフロントのシングルコイル一つだけと言う、非常に変わったストラトキャスターだった。ピックアップを取り付けた痕が大きな空洞となっているため、本人曰く「ベルの様に鳴る」「今のアンプシステムとは合わないから使えない」と語っていた一本だったが、1987年頃に盗難に遭っている。
テキサスにあるギターショップ"Charley's Guitar Shop"のチャーリー・ワーツが製作したストラトキャスタータイプ"E-flat Model"、ビリー・ギボンズからプレゼントされた"Hamiltone"の、「メイン」と呼んでいたギターもある。"E-flat Model"はシンクロナイズドトレモロが無い、ダンエレクトロのリップスティックピックアップのコイルを巻き直したシングルコイルピックアップが取り付けられ、コントロールノブがボリュームとトーンのみの仕様である。このギターは後にフェンダー・カスタムショップが同一仕様のギターを製作したが、Charley's Guitar Shopからのクレームにより生産を取り止めている。
ビリー・ギボンズから贈られた"Hamiltone"は同ブランドを起こしたジェイムズ・ハミルトンなる人物が製作したストラトキャスタータイプで、ボディが木目が美しいフィギュアドメイプルをボディとネックに使用したスルーネック構造のギターで、「Couldn't Stand The Weather」のビデオクリップでも登場したギターである。エボニー製の指板にはパールでスティーヴィーの名前のインレイが施され、ボディとネックの外周にバインディングが施された豪華なギターである。太目のネックと張りのあるトーンがとても気に入っていたようで、ステージでは"ナンバー1"とこのギターがメインギターとなっていた。プレゼントされた当初はEMGのアクティブサーキット付きピックアップが使用されていたが、EMGの独特の癖がある音が気に入らなかったのか（前述のプロモーションビデオでギターが濡れてピックアップが壊れた為とも言われる）、後にセイモア・ダンカン製のストラトキャスター用パッシブピックアップに交換され、更にフェンダーの「テキサス・スペシャル」に交換されている。このギターのスケールはヴォーンの半音下げチューニングに合わせて通常のフェンダーが採用している弦長より長いスケールが選択されていた。スケールが長くなると同じチューニングでは弦のテンションが強くなる為、テンションが緩んだ弦によってノイズやチューニングの狂いを抑制するという狙いがあったとされる。
この他にもギブソン・フライングV（1970年代に限定生産された"メダリオン"）や、エピフォン・カジノ、ナショナル・リゾネーターギター等を使用していた。
彼はこれらのギターに一弦が.013から始まるかなり太い弦を張り、ほとんどの曲で半音下げチューニングにしていた。ネックは大きく反っていて弦高も12フレットの位置で約3mm弱と非常に高く、彼のギターを手にしたことがある人は一様に「とても弾けた物じゃない」「並みの握力では弦を押さえることも出来ない」と言うほど極端なセッティングであった。生前このセッティングについて「とにかく手が痛くなるし演奏するのは大変だけど、この方がいいトーンが得られるんだ」とコメントしている。また彼はティアドロップ形のピックの尖った部分ではなく丸い部分を弦に当てて弾いていた。

### アンプ
活動初期はJBL社のK130スピーカーユニットが付いたフェンダー・ヴァイブロヴァーブやフェンダー・スーパーリヴァーブを主に使用していた。なお、レコーディングではフェンダー・ツイード・ベースマンやジャクソン・ブラウンが所有するハワード・アレキサンダー・ダンブル製作のSteel-String-Singer（通称マザー・ダンブル）などスタジオにあるアンプも使用した。
活動後期はハワード・アレキサンダー・ダンブル製作のSteel-String-Singer（スティーヴィーはKing Tone Consoulと呼んでいた）を主に使用していた。また、フェンダー・スーパーリヴァーブやダンブルのキャビネットにはエレクトロ・ヴォイス社より提供されたスピーカーユニットが納められていた。

### エフェクター
アイバニーズ・チューブスクリーマー（TS-808、TS-9、TS-10）、VOX社のワウ、Dallas Arbiter社のFuzz Face（In Step録音時に使われたものは改造されたもので、現在はジョン・メイヤーが所有している）、Tycobrahe社のOctaviaなどが定番で、コーラスやフランジャーもたまに使用された。またハモンドオルガンに使われる、レスリースピーカーを使用することもあった。

### シグネイチャー・ストラトキャスター
1992年にフェンダー社から「ナンバー・ワン」をモデルとしたシグネイチャーストラトキャスターが発売された。主な仕様はゴールドパーツ、左利き用のトレモロ・ユニットというものであるが、ローズウッド指板のラウンド貼りではなくパーフェロー指板のスラブ貼り、さらに12Fのポジションマークは1963年後期仕様の幅の狭い仕様と、「ナンバー・ワン」とは異なった仕様となっている。ピックガードには最晩年の「ナンバー・ワン」と同じSRVロゴを溝状に刻む加工が施されている。

### トリビュート・ストラトキャスター
2004年にフェンダーカスタムショップがトリビュート・シリーズ第1弾としてスティーヴィー・レイ・ヴォ−ン「ナンバー・ワン」ストラトキャスターを100本製作した。マイク・エルドレッド（Mike Eldred）、マスタービルダーであるジョン・クルーズ（John Cruz）等が採寸や傷、錆等の特徴を詳細に調べ、スティーヴィーが所有していた実物をほぼ完全な形で復元した。製作はジョン・クルーズ（John Cruz）によるものである。
2007年にクリスティーズでギターセンター社が$623,500で落札した「レニー」を、ギターセンター社企画でフェンダーカスタムショップがスティーヴィー・レイ・ヴォ−ン「レニー」ストラトキャスターを製作した。ヘッドに入ったクラッキングや、ブリッジ後方に施されたインレイ（100年程前のマンドリンのピックガードを埋め込んだ物）、オリジナルとは違うブリッジ、更にケースに至るまで再現されている。

## 影響を受けたギタリスト
スティーヴィーが影響を受けたギタリストとして真っ先に挙げていたのが、兄ジミー・ヴォーンである。他はアルバート・キング、ヒューバート・サムリン（ハウリン・ウルフのバンドで活躍したギタリスト）、ラリー・デイヴィス、ライトニン・ホプキンス、アルバート・コリンズらのブルース・ギタリストたちもあげている。またブルース・ロックのジミ・ヘンドリックス、ロニー・マックからの影響も顕著である。
ジャズ系のギタリストでは、「ケニー・バレル、グラント・グリーンなんて大好きだから。ジャンゴ・ラインハルトもだね。それに、もちろん、ウェス・モンゴメリーも。」と、何人かの名前を挙げていた（「ザ・ギタリスト（上）達人に聞くサウンドの秘密」ドン・メン編 / 中山義雄 訳 1995年 音楽之友社）。また、別のインタヴューでは、同じように数人のジャズ・ギタリストの名を挙げ、中でもグラント・グリーンの演奏は特に良いフレーズの宝庫だ、と影響の大きさを語っている。

## ディスコグラフィー

### オリジナル・アルバム
- 『テキサス・フラッド～ブルースの洪水』 - Texas Flood（1983年）
- 『テキサス・ハリケーン』 - Couldn't Stand the Weather（1984年）
- 『ソウル・トゥ・ソウル』 - Soul to Soul（1985年）
- 『イン・ステップ』 - In Step（1989年）
- 『ファミリー・スタイル』 - Family Style（with ジミー・ヴォーン - ザ・ヴォーン・ブラザーズ名義）（1990年）

### ライヴ・アルバム
- 『ライヴ・アライヴ』 - Live Alive（1986年）
- 『イン・ザ・ビギニング』 - In The Beginning（1992年）
- 『ライヴ・アット・カーネギー・ホール』 - Live At Carnegie Hall（1997年）
- 『イン・セッション』  - In Session（with アルバート・キング）（1999年）
- 『ライヴ・アット・モントルー』  - Live at Montreux 1982 & 1985（2001年）
- Live in Tokyo（2004年）

### コンピレーション
- 『ザ・スカイ・イズ・クライング』  - The Sky Is Crying（未発表音源集）（1991年）
- 『グレイテスト・ヒッツ』  - Greatest Hits（1995年）
- 『ザ・リアル・ディール：グレイテスト・ヒッツ Vol. 2』  - The Real Deal: Greatest Hits Volume 2（1999年）
- 『ブルーズ・アット・サンライズ』 - Blues at Sunrise（未発表音源集）（2000年）
- 『S.R.V.』 - S.R.V.（ボックスセット）（2000年）
- 『エッセンシャル・スティーヴィー・レイ・ヴォーン＆ダブル・トラブル』 - The Essential Stevie Ray Vaughan And Double Trouble（2002年）
- 『マーティン・スコセッシのブルース』 - Martin Scorsese Presents the Blues（2003年）
- 『ザ・リアル・ディール：グレイテスト・ヒッツ Vol. 1』 - The Real Deal: Greatest Hits Volume 1（2006年）
- 『SRV仕事集』 - Solos, Sessions & Encores（2008年）

### 映像作品
- 『プライド・アンド・ジョイ』 - Pride And Joy（1991年）
- 『ライブ・アット・エル・モカンボ』 - Live at the El Mocambo（1991年）
- 『ライブ・フロム・オースチン・テキサス』 - Live from Austin, Texas（1995年）
- 『ライヴ・アット・モントルー』 1982 & 1985 - Live at Montreux: 1982 & 1985（2004年）
- Live in Tokyo（2006年）

## 来日公演
唯一の来日公演が1985年1月に行われた。詳細は以下の通り：

STEVIE RAY VAUGHAN and DOUBLE TROUBLE JAPAN TOUR 1985
- 1/20（日） 大阪厚生年金会館中ホール
- 1/21（月） 名古屋・雲竜ホール（現・DIAMOND HALL）
- 1/23（水）～25（金） 東京・東京郵便貯金会館（後のメルパルクホール）

メンバー：

Stevie Ray Vaughan - guitar, vocal

Chris Layton - drums

Tommy Shannon - bass

招聘：音楽舎

## エピソード：ベストヒットUSAなど
- 1985年1月の来日時に、人気音楽番組「ベストヒットUSA」に出演。その際、スタジオにギターを持参したスティーヴィーが、司会の小林克也のリクエストで1曲披露。その曲が、インストの「Riviera Paradise」である。また、「Popper's MTV」にも出演。この番組では、「ベストヒットUSA」でも使用したフライングVで、ロニー・マックの「Wham」を演奏。
- 没後、1996年にスティーヴ・スティーヴンス、マーク・ケンダル（グレイト・ホワイト）、スティーヴ・モーズ等、ヘヴィメタル系のギタリストを中心としたトリビュートアルバム「Crossfire: A Salute to Stevie Ray」がリリースされた。兄のジミーは、これに不満だった。
- デヴィッド・ボウイの「レッツ・ダンス」参加後、スティーヴィーはボウイより1983年5月18日のブリュッセル公演から始まる「シリアス・ムーンライト・ツアー」への参加を打診された。リハーサルも行なわれたものの、最終的にスティーヴィーは参加を断っている。これには複数の理由があるが、ひとつはギャランティーが非常に安かったこと（約束された1公演あたりの支払い額は300ドルで、これは当時のダブルトラブルの1公演あたりの収入の1/10ほどだった）[6]、バンドの中でスティーヴィーの活躍の場が少なかったこと、その他バンド・メンバーら関係者との人間関係の問題も要因とされている[6][7]。
- 同郷の友人であるエリック・ジョンソンのギター・プレイを、無名だった頃から高く評価していた。エリックはスティーヴィーの没後、「SRV」という曲を製作し、ジミーも参加、彼に捧げている。